# Patrimonialismus
Patrimonializmus je forma vlády, při které se téměř nebo vůbec nerozlišuje mezi soukromými zájmy vládce a veřejným zájmem, čili soukromé a erární je pro něj jedno a totéž. Vládce, který ovládá všechny zdroje státu, má možnost využívat je podle vlastní libosti. Takové uspořádání je nedemokratické a autokratické. Jde o extrémní verzi klientelismu, čili vztahů mezi patronem a klientem, u nichž zdroje směřují shora dolů, zatímco politická podpora zdola nahoru.
Termín patrimonialismus zavedl Max Weber ve své analýze svévolných rozhodnutí králů a jejich příbuzných, které téměř nebo vůbec nic neomezovalo v jejich chování. Weber se přitom soustředil zejména na začátky evropského novověku od konce 15. století po konec 18. století, když se ještě téměř všechna závazná rozhodnutí rodila v prostředí panovnických rodin, a ne v byrokratických strukturách. Všichni vládní úředníci plně záviseli na osobních vztazích s panovníky, kteří neváhali použít jakékoliv prostředky, aby si vynutili poslušnost. To však mělo za následek růst nestability, protože jediným způsobem, jak dosáhnout změny, bylo svržení vládce.
Max Weber za extrémní formu patrimonialismu označil sultanismus. Významná aktualizovaná verze tohoto pojmu zahrnuje i pojem neosultanismus. Ten charakterizuje dnešní politické systémy, které nejsou monarchie, ale jsou jim vlastní rysy tradičního patrimonialismu. Příklady takových systémů nacházíme v některých oblastech Afriky, Jižní Ameriky a Středního východu.

## Příklad
Americký spisovatel a novinář Johnathan Rauch označil druhé období Donalda Trumpa v úřadu amerického prezidenta za patrimonialismus, kvůli jeho odmítání následovat národní pravidla, normy a instituce.